# سیستانی‌محله
سیستانی محله، روستایی از توابع بخش مرکزی شهرستان گرگان در استان گلستان ایران است .

## جمعیت
این روستا در دهستان انجیرآب قرار داشته و حدود ۱۵۰۰نفر جمعیت دارد.